# Зорькин, Виктор (легкоатлет)
Ви́ктор Зо́рькин (род. 3 марта 1948) — советский украинский легкоатлет, специалист по бегу на короткие дистанции. Выступал на всесоюзном уровне в конце 1960-х — начале 1970-х годов, чемпион СССР, победитель Спартакиады народов СССР, призёр первенств всесоюзного и республиканского значения. Представлял Харьков, спортивные общества «Авангард» и «Спартак».

## Биография
Виктор Зорькин родился 3 марта 1948 года. Занимался лёгкой атлетикой в Харькове, выступал за Украинскую ССР, спортивные общества «Авангард» и «Спартак».
Впервые заявил о себе в мае 1969 года, когда одержал победу в беге на 100 метров на соревнованиях в Харькове, установив при этом свой личный рекорд в данной дисциплине — 10,2.
В 1970 году на чемпионате СССР в Минске с украинской командой выиграл серебряную медаль в эстафете 4 × 100 метров, уступив лишь команде РСФСР.
В 1971 году на чемпионате страны в рамках V летней Спартакиады народов СССР в Москве с партнёрами по сборной Украинской ССР Фёдором Панкратовым, Николаем Кужукиным и Валерием Борзовым превзошёл всех соперников в программе эстафеты 4 × 100 метров и завоевал золото.
В 1973 году на чемпионате СССР в Москве стал бронзовым призёром в эстафете 4 × 100 метров, украинцы финишировал позади команд из Москвы и Белорусской ССР.